# Lampropterus narcissus
Lampropterus narcissus là một loài bọ cánh cứng trong họ Cerambycidae.